# Lopinga gerdae
Lopinga gerdae is een vlinder  uit de familie van de Nymphalidae, uit de onderfamilie van de Satyrinae. De soort is voor het eerst wetenschappelijk beschreven door Frithiof Nordström in een publicatie uit 1934.
De soort komt voor in Noordwest-China.